# Zsófia Sarolta oldenburgi hercegnő
Zsófia Sarolta oldenburgi hercegnő, férjezett Zsófia Sarolta porosz királyi hercegné (németül: Herzogin Sophie Charlotte von Oldenburg, Prinzessin von Preußen; Oldenburg, 1879. február 2. – Westerstede, 1964. március 29.) oldenburgi hercegnő, házassága révén porosz királyi és német császári hercegné.

## Élete

### Származása és gyermekkora
Zsófia Sarolta oldenburgi hercegnő 1879. február 2-án látott napvilágot családja Oldenburgi várkastélyában Frigyes Ágost oldenburgi nagyherceg (1852–1931) és Erzsébet Anna porosz hercegnő (1857−1895) első gyermekeként. Édesapja a hercegnő születésekor még nem volt uralkodó, a trónörökösi címet viselte csupán. Édesanyja a „vörös herceg” néven elhíresült porosz herceg leánya volt. Zsófia Sarolta hercegnő után a családnak született egy másik leánygyermeke is, ő azonban csecsemőként elhalálozott. A hercegnő keresztnevét egyik anyai ági felmenője, Zsófia Sarolta porosz királyné, született hannoveri hercegnő tiszteletére kapta. A hercegnő a visszaemlékezések szerint „örökölt valamennyit édesanyja szépségéből, valamivel többet a vonzerejéből, mi több, nagy vagyon örököse volt.”
A hercegnő gyermekévei jelentős részét külföldön töltötte anyai nagynénjénél Londonban és anyai nagyanyjánál Olaszországban. A hosszú külföldi utazások alatt a fiatal hercegnő különböző gyógykezeléseket kapott és gyógyfürdőkbe járt, mivel szülei tartottak attól, hogy örökölte édesanyja gyenge egészségét. Zsófia Sarolta emellett „édesapja állandó társa volt annak hosszú hajóútjain. Az oldenburgi nagyherceg az év nagyobb részét Lensahn gőzhajója fedélzetén tölti, leánya is éppúgy szereti a vizet.” 1895-ben az akkor tizenhat esztendős oldenburgi hercegnő elveszítette édesanyját; édesapja a következő évben új feleséget választott magának Erzsébet Alexandrina mecklenburg−schwerini hercegnő (1869−1955) személyében. E kapcsolatból négy gyermek született; a család az újonnan épült és az elhunyt Erzsébet Anna porosz hercegné emlékére elnevezett palotába költözött át. Mostohaanyja és féltestvérei léte megkeserítették Zsófia Sarolta hercegnő számára az otthoni életet, ezért − mivel lehetőségeit behatárolták a szokások és társadalmi elvárások − az egyetlen kiutat a férjhezmenetel jelentette számára.

### Házassága
1906. február 27-én – a német császári pár ezüstlakodalmának napján – a berlini császári palotában Zsófia Sarolta oldenburgi hercegnő nőül ment Eitel Frigyes porosz királyi herceghez (1883–1942). Az oldenburgi hercegnőnél négy évvel fiatalabb herceg II. Vilmos német császár  második, kedvenc fia volt, aki édesanyja révén távoli rokonságban állt az oldenburgi uralkodócsaláddal. A fiatal pár 1905 júniusában ismerkedett meg a német trónörökös esküvője alkalmából; az oldenburgi hercegnő gyorsan elnyerte a német császári pár tetszését.  Eitel Frigyes herceg és Zsófia Sarolta hercegnő között meghitt, bensőséges viszony alakult ki; a herceg végül 1905 októberében kérte meg az oldenburgi hercegnő kezét. Döntésében jelentős szerepet játszott a ránehezedő szülői nyomás. A pár néhány hónappal a menyegzőt követően a potsdami Villa Ingenheimbe költözött; ez lett állandó otthonuk. Kapcsolatukból nem született gyermek, ami végül a házasság megromlásához vezetett. A világháború alatt a felek teljesen elidegenedtek egymástól: Eitel Frigyes herceg katonaként a fronton teljesített szolgálatot, Zsófia Sarolta hercegné pedig egyre több időt töltött a fővárosban található Bellevue-palotába. Itt idejét olvasással, festéssel és szűk baráti körével töltötte. Apósa udvartartásának tagja szerint a hercegnő „a sorsáról panaszkodni túl büszke, és sokkal méltóságteljesebb annál, hogy fellázadjon ellene.” Anyósa, a német császárné, aki nagyra tartotta és kedvelte menyét, megkísérelt változtatni helyzetén, sikertelenül. „Ekképpen a hercegné élte tovább szomorú, szeretet nélküli életét, mindenki által tisztelve, kevés igazi baráttal sok őszinte csodálóval.”

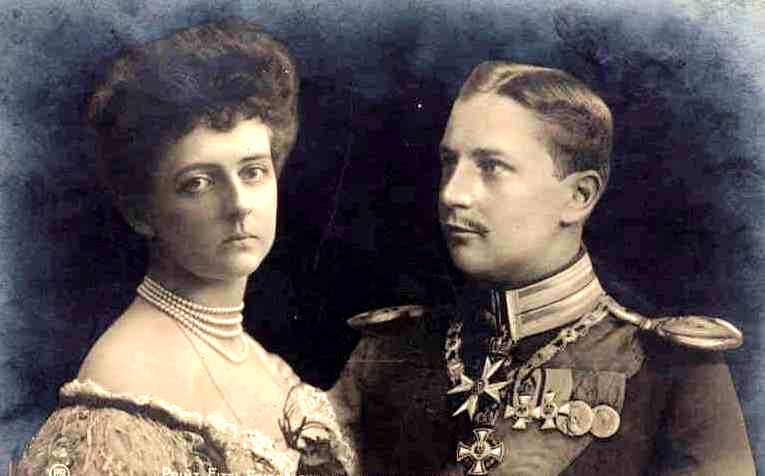
Zsófia Sarolta oldenburgi hercegnő és férje

1922-ben Eitel Frigyes porosz herceg becsületsértési ügyben pert indított négy német hírlap ellen, mivel azok feleségét nyíltan házasságtöréssel vádolták meg. A lapok arra alapozva jelentették meg az oldenburgi hercegnő hűtlenségéről szóló cikkeiket, hogy korábban a hercegnőt tanúként hallgatták ki egy válóperes ügyben, ahol elismerte: viszonya volt a válási ügyben felperes báró von Plettenberggel, akit még esküvője előtti időkből ismert meg. A hercegnő a bíró kérdésére úgy vallott, „bizalmas kapcsolatunk folytatódott a császár fiával való házasságkötésem után is.” Azt is hozzátette, hogy férjének tudomása volt minderről; s viszonya a báróval csak annak megnősülésekor ért véget. Zsófia Sarolta hercegné végső vallomástétele mindezekkel ellentétben így hangzott: „Határozottan tagadom, hogy akár előtte, akár utána bármiféle meg nem engedett kapcsolatom lett volna, függetlenül a felperestől. Nemcsak hogy soha nem követtem el házasságtörést a felperessel, de még csak csókot sem váltottunk, és soha nem tartottam fenn a felperessel bármilyen viszonyt, ami túllépte volna az előkelő társadalom szabta határokat.” Később báró Plettenbergné és ügyvédje megerősítették, hogy az oldenburgi „hercegnő bizonyítékairól szóló jegyzőkönyv, abban a formájában, ahogy Angliában publikálták és itt most felelevenítették, hamis.”
A felek közötti elidegenülés eredményeként Zsófia Sarolta hercegnő és férje már a világháború kezdetén meg akarták indítani válópert, de akkor ezt a német császár ellenkezése meghiúsította. A köztársaság kikiáltása és a volt császár hollandiai száműzetése lehetővé tette a válókereset beadását: 1919. március 15-én Eitel Frigyes herceg megindította a válópert. Válásukat 1926. október 20-án mondta ki a bíróság.

### Kései évei
Az elvált Zsófia Sarolta oldenburgi hercegnő magánéletéről több pletyka is napvilágot látott, némelyik szerint a hercegnő feleségül akart menni báró Plettenberghez. 1927. november 24-én a rastedei kastélyban a hercegnő családtagjai jelenlétében feleségül ment Harald von Hedemann német köznemeshez (1887–1951). A menyasszonynál nyolc évvel fiatalabb vőlegény egykor potsdami rendőrkapitányként dolgozott. Az édesapjától hatalmas vagyont örökölt Zsófia Sarolta oldenburgi hercegnő és második férje jómódban éltek: otthonukul a rastedei birtokot választották, eleinte a kastélyban éltek, majd az 1930-as években átköltöztek egy, a kastélyparkban újonnan épített villába. 1930-ban a hercegnő csatlakozott a Nemzetiszocialista Német Munkáspárthoz, ahol a 306.866-os párttagszámot kapta.
Második férje halála után átköltözött Bad Zwischenahnba, ahol egy kisebb és szerényebb otthont tartott fenn. Zsófia Sarolta oldenburgi hercegnő 1964. március 29-én halt meg Westerstede városában, nyolcvanöt éves korában.